# Foodwatch
Foodwatch (Фу́д-уотч; с англ. контроль еды) — европейская (немецкая) правозащитная группа, занимающаяся защитой прав потребителей. В частности Foodwatch, следит за качеством продуктов питания. Организация была основана в октябре 2002 года в Берлине, бывшим исполнительным директором «Гринпис» Тило Боде. По состоянию на 2012 год организация действовала в Германии и Нидерландах.
Важным аспектом деятельности Foodwatch является изучение рекламных лозунгов производителей в маркетинговых кампаниях и реальным содержимым упаковки. Каждый год Foodwatch вручает антинаграду «Золотой виндбойтель» (нем. Goldener Windbeutel) для продуктов, упаковка которых является наиболее вводящей в заблуждение. В 2009 году награда досталась компании-производительнице йогуртов Actimel. В кампании 2012 года Foodwatch раскритиковал компанию Unilever, продукты которой якобы должны снизить риск развития ишемической болезни. Foodwatch потребовал от Unilever прекратить продажи, что привело к тщательному анализу продукта и контркритике со стороны производителя.
В 2008 году представители организации сообщили, что концентрация урана в немецкой водопроводной воде превысила допустимые уровни.